# Монастир Макарія Великого
30°17′29″ пн. ш. 30°28′34″ сх. д. / 30.291388888889° пн. ш. 30.476111111111° сх. д.
Монастир Макарія Великого, також відомий як Дейр Аба Макар (араб. دير الأنبا مقار) — коптський православний монастир в Єгипті. Розташований у Ваді-Натруні в мухафазі Бехейра, за 92 км на північний захід від Каїра, біля автостради між Каїром та Олександрією .

## Історія
Монастир був заснований приблизно в 360 році нашої ери святим Макарієм Єгипетським, який був духовним батьком більш ніж 4000 монахів. З моменту заснування у IV столітті монастир постійно населяли ченці. Кілька християнських святих і отців ранньої Церкви були ченцями в цьому монастирі, включаючи святого Макарія Олександрійського, святого Івана Колова, святого Пафнутія Відлюдника, святого Ісидора, святого Арсенія, святого Мойсея Мурина, святого Помена, святого Серапіона.
У 1969 році монастир вступив в епоху духовного та архітектурного відновлення з приходом дванадцяти ченців під духовним керівництвом отця Матти Ель Мескіна. Попередні десять років ці ченці прожили разом, повністю ізольовані від світу, у пустельних печерах Ваді-Ель-Раяна.
Патріарх Кирило VI наказав цій групі ченців залишити Ваді-ель-Раян і піти до монастиря Макарія Великого, щоб відновити його. На той час у монастирі мешкало лише шість літніх монахів, а його історичні будівлі були на межі руйнування. Нових ченців прийняв настоятель монастиря єпископ Михаїл, митрополит Асьютський.
За патріарха Шенуди III, який сам активно займався відновленням монастиря Святого Пішоя та монастиря Паромеос, і після чотирнадцяти років постійної діяльності як у реконструкції, так і в духовному оновленні, чернеча громада в монастирі святого Макарія зрозла до ста монахів.
Монастир святого Макарія Великого містить мощі багатьох святих, таких як Сорок дев'ять скетиських мучеників .

## Відкриття реліквій
Під час реставрації великої церкви святого Макарія під східною стіною церкви було виявлено склеп святого Івана Хрестителя та пророка Єлисея відповідно до місця, згаданого в рукописах XI та XVI століть. Мощі були зібрані в спеціальному реліквіарі та розміщені перед святилищем Іоанна Хрестителя в церкві святого Макарія. Детальний опис цього відкриття та оцінку справжності мощей опублікував монастир.